# Атлантическая Канада

Четыре провинции Атлантической Канады

Атлантическая Канада (или Атлантические провинции) — область Канады, состоящая из четырёх провинций на атлантическом побережье: Приморских провинций (Нью-Брансуик, Новая Шотландия, Остров Принца Эдуарда) и провинции Ньюфаундленд и Лабрадор. Расположенная на побережье Атлантического океана провинция Квебек не входит в состав Атлантической Канады.
По состоянию на 2009 год общее число жителей Атлантических провинций составляло 2 337 561 человек.

## Историческая справка
Используемый в настоящее время термин Атлантическая Канада ввёл в 1949 году премьер-министр Ньюфаундленда Джои Смоллвуд сразу после вхождения провинции Ньюфаундленд и Лабрадор в состав Канады. Смоллвуд считал излишне самонадеянным назвать новую провинцию частью «Приморской территории», поскольку в их состав входят три провинции — Нью-Брансуик, Новая Шотландия и Остров Принца Эдуарда, имеющие свою собственную историю и уникальные культурные особенности. Нью-Брансуик и Новая Шотландия вошли в состав Конфедерации Канада в 1867 году, Остров Принца Эдуарда — в 1873 году.

## Города
Ниже приведён список сообществ (городов и областей) Атлантической Канады, численность населения которых по данным переписи 2006 года составляла более 15 тысяч человек:
| Город                                        | Провинция               | Население |
| -------------------------------------------- | ----------------------- | --------- |
| Галифакс                                     | Новая Шотландия         | 411 007   |
| Сент-Джонс                                   | Ньюфаундленд и Лабрадор | 181 113   |
| Монктон                                      | Нью-Брансуик            | 126 424   |
| Сент-Джон                                    | Нью-Брансуик            | 122 389   |
| Сидни (муниципальная территория Кейп-Бретон) | Новая Шотландия         | 105 928   |
| Фредериктон                                  | Нью-Брансуик            | 85 688    |
| Шарлоттаун                                   | Остров Принца Эдуарда   | 58 625    |
| Труро                                        | Новая Шотландия         | 45 077    |
| Нью-Гласгоу                                  | Новая Шотландия         | 36 288    |
| Батерст                                      | Нью-Брансуик            | 31 424    |
| Корнер-Брук                                  | Ньюфаундленд и Лабрадор | 26 623    |
| Кентвилл                                     | Новая Шотландия         | 25 969    |
| Мирамиши                                     | Нью-Брансуик            | 24 737    |
| Эдмундстон                                   | Нью-Брансуик            | 21 442    |
| Саммерсайд                                   | Остров Принца Эдуарда   | 16 153    |